# Orschanka (Orschanski)
Orschanka (russisch Орша́нка; Mari Ӧрша oder Ӧршасола) ist eine Siedlung städtischen Typs in der Republik Mari El in Russland mit 6589 Einwohnern (Stand 14. Oktober 2010).

## Geographie
Der Ort liegt etwa 30 km Luftlinie nördlich der Republikhauptstadt Joschkar-Ola. Er befindet sich an der Oschla, einem rechten Nebenfluss der Kleinen Kokschaga (Malaja Kokschaga), und ihrem rechten Zufluss Orscha.
Orschanka ist Verwaltungszentrum des Rajons Orschanski sowie Sitz und einzige Ortschaft der Stadtgemeinde (gorodskoje posselenije) Orschanka.

## Geschichte
Der Ort wurde 1820 gegründet. Am 28. August 1924 wurde er Verwaltungssitz eines Kantons der damaligen Autonomen Oblast der Mari (später ASSR der Mari), der am 20. Juni 1932 in einen Rajon umgewandelt wurde. 1975 erhielt Orschanka den Status einer Siedlung städtischen Typs.

### Bevölkerungsentwicklung
| Jahr | Einwohner |
| ---- | --------- |
| 1939 | 1419      |
| 1959 | 2244      |
| 1970 | 3349      |
| 1979 | 4321      |
| 1989 | 6951      |
| 2002 | 6834      |
| 2010 | 6589      |

Anmerkung: Volkszählungsdaten

## Verkehr
Westlich wird die Siedlung von der föderalen Fernstraße R176 Wjatka umgangen, die Tscheboksary über Joschkar-Ola mit Kirow und Syktywkar verbindet. In östlicher Richtung führt die 88K-015 ins benachbarte Rajonzentrum Nowy Torjal.
Die nächstgelegene Bahnstation mit Personenverkehr befindet sich in der Republikhauptstadt Joschkar-Ola an der Strecke von Selenodolsk. Etwa 15 km westlich von Orschanka verläuft die 1976 fertiggestellte Weiterführung der Strecke nach Jaransk, die aber heute (Stand 2015) nur dem Güterverkehr dient.